# Zapotèque de Lachiguiri
Le zapotèque de Lachiguiri (ou zapotèque de Santiago Lachiguiri, zapotèque de Tehuantepec du Nord-Ouest) est une variété de la langue zapotèque parlée dans l'État de Oaxaca, au Mexique.

## Localisation géographique
Le zapotèque de Lachiguiri est parlé au sud-ouest de Guevea de Humboldt (en) dans les municipalités voisines et dans les villes de Santa María Totolapilla (en), Xalapa et Magdalena, dans l'État de Oaxaca, au Mexique,.

## Intelligibilité avec les variétés du zapotèque
Les locuteurs du zapotèque de Lachiguiri ont une intelligibilité de 62 % des zapotèques de Quiavicuzas et de l'Isthme (les plus similaires).